# Botanischer Garten (Königsberg)
Der Botanische Garten in Königsberg galt als einer der schönsten in ganz Deutschland. Heute gibt es in Kaliningrad neben diesem historischen Garten noch einen weiteren Botanischen Garten.

## Geschichte
Das Grundstück zwischen der späteren Bessel- und Butterbergstraße wurde 1796 vom Kriegsrat Johann Georg Scheffner mit Haus und großem Garten erworben und der Garten liebevoll gepflegt. Schon 1787 gab der Universalgelehrte Karl Gottfried Hagen, der auch Professor für Botanik war und mit Preußens Pflanzen ein Grundlagenwerk schuf, den Anstoß zur Errichtung eines Botanischen Gartens. Beim zuständigen Minister Karl Abraham von Zedlitz stieß die Idee auf Zustimmung; aber erst nachdem 1809 Scheffner diesen Besitz gegen eine Leibrente dem König Friedrich Wilhelm III. für den zu gründenden Botanischen Garten übergab, wurde Hagens Anregung 1811 endgültig realisiert. Friedrich Schweigger wurde von Wilhelm von Humboldt zum ersten Direktor berufen. Von 1826 bis 1858 war Goethes Freund Ernst Meyer Direktor und versuchte dort seine Metamorphosenlehre nachzuweisen. Durch den Bau des Pharmazeutischen Institutes wurde der Garten unwesentlich verkleinert, blieb aber in seiner Einmaligkeit erhalten.
Der alte Botanische Garten hat eine Fläche von 40.000 m² mit rund 900 Pflanzenarten.
Der Garten ist von der Insolvenz bedroht, da das Geld für die nötigen Sanierungsmaßnahmen nicht aufgebracht werden kann. Aus dem Ausland ständen hierzu diverse Geldgeber bereit, deren Geld wird aber, vermutlich aufgrund von Grundstücksspekulationen auf das Gelände des Botanischen Gartens, der relativ zentral liegt, zurückgewiesen. So steht dem Garten möglicherweise die Auflösung bevor. (Stand 2013)

## Der neue Botanische Garten

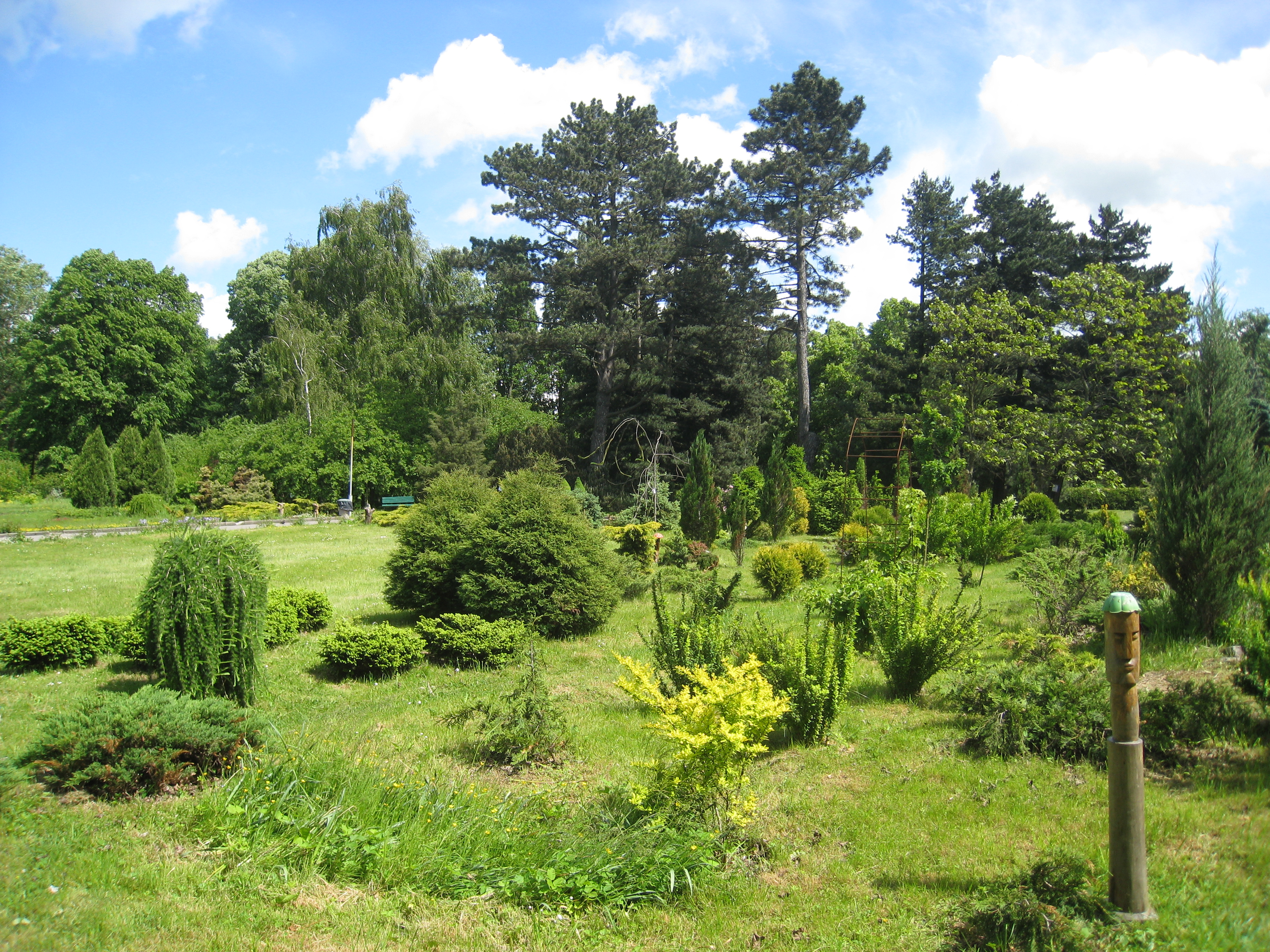
Teilansicht des neuen Botanischen Gartens

Auf dem Gelände der einstigen Stadtgärtnerei in Maraunenhof befindet sich heute der neue Botanische Garten der Stadt.
Der neue Kaliningrader Botanische Garten ist 160.000 m² groß. Er ist ganzjährig geöffnet und verfügt über mehr als 3000 Pflanzenarten, darunter 1000 Treibhauspflanzen.